# 1962年ビルマクーデター
1962年ビルマクーデター（1962ねんビルマクーデター）は、1962年3月2日にビルマ連邦で発生したクーデターである。同クーデターにより、ビルマ国軍の最高司令官であるネウィンが文民政権であるウー・ヌ政権を転覆させた。ネウィンはその後26年にわたり独裁政権を敷き、この間ビルマの経済はいちじるしく低迷した。

## 背景
第二次世界大戦後の1948年、ビルマ連邦は社会民主主義国家として独立した。初代首相であるウー・ヌは、1949年にカレン人将官であったスミス・ダンの後任として、ネウィンを国軍司令官に据えた。しかし、独立後のビルマはすぐにビルマ共産党およびカレン民族同盟、あるいは中国国民党残党（泰緬孤軍）といった諸勢力との紛争に悩むことになった。また、与党である反ファシスト人民自由連盟（AFPFL、パサパラ）内部も安定せず、「清廉パサパラ」と「安定パサパラ」の2派に分裂していた。こうした状況下の1958年、軍部ではクーデター計画がおこる。ネウィンはこれを察知して危機意識を強め、ウー・ヌと会議し、議会の承認を得たのち一時的に政権を軍部に移譲させた。1960年ビルマ総選挙を経てふたたびウー・ヌの連邦党（清廉パサパラ）が勝利すると、軍部は彼に政権を戻した。
しかし、その後のウー・ヌ政権の運営も難航した。彼は1960年総選挙の公約で仏教の国教化を訴え、1961年には憲法を改正したものの、キリスト教徒の少数民族による抗議を受け、撤回した。また、経済の安定のために、建国以来の社会主義路線を修正し、資本主義路線を歩もうとしたものの、これもうまくいかなかった。また、パンロン協定締結10年をむかえ、シャン州をはじめとする各州が自治権の拡大を要求してきた。軍部は、こうした状況下でビルマ連邦が崩壊することをおそれて、クーデターを実行したと考えられている。軍部は1947年憲法により離脱権が定められているシャン州およびカレンニー州が国家統合の脅威となっていると考え、クーデター後の公式声明では、政権打倒はAFPFLの政策を守るためにも必要なことであったと論じた。また、軍部はネウィンが仏教国教化政策が少数民族を刺激したことを問題視した。また、軍部は、冷戦下の政治構造において、これらの地域の独立はアメリカといった外国勢力の介入をまねくと考え、米中の対立構造にビルマが巻き込まれる可能性を想定した。軍部は、連邦制および議院内閣制は本質的に脆弱なものであり、国家の統合のためには強力な中央政府が必要だと考えるとともに、複数政党制についても、政界に資本家や地主階級の息のかかった政治家を送り込み、結果として富裕層を利するものとなっているという理由から批判的であった。

## クーデターの実行
1962年3月2日、ビルマ国軍はクーデターを実行し、ネウィン率いる連邦革命評議会が政権を掌握した。憲法および議会は廃止され、ウー・ヌ首相以下閣僚5人と司法長官、シャン・カレンニー系の政治家および指導者30人ほどが逮捕された。同クーデターはおおむね無血クーデターであると説明されるが、サオ・シュエタイッ前大統領の息子であるサオ・ミェータイッが射殺された。また、シャンはティーボーの首長であるサオ・チャーセンがタウンジーで検問に止められた後、謎の失踪を遂げた。
このクーデターに軍部がどの程度組織的に参与していたかについては、研究者の間でも評価が分かれる。ロバート・テイラー（Robert H. Taylor）によれば、ネウィンは秘密裏にクーデター計画を進めており、副司令官であったアウンジーすら計画の存在を知らなかった。計画に参与したのは28人であり、実行の日時はネウィン以外には誰にも明かされなかった。マイケル・アウントウィン（Michael Aung Thwin）とマイトリー・アウントウィン（Maitrii Aung Thwin）は、クーデターが成功した背景には、ネウィンが1940年代に独立のために戦ったことや、建国の父であるアウンサンの副官をつとめたことといった、ネウィンの個人的資質が強く影響していると考えている。
一方で、メアリー・キャラハン（Mary P. Callahan）は、「兵士と戦車を展開し、公然と権力を掌握した」このクーデターは、高度な軍事的長征の成果であり、軍部は同事件に際して一体的な官僚組織として機能したと論じた。キャラハンによれば、長期にわたる紛争と軍内部での権力闘争を背景として、軍の組織構造は非常に強固なものとなっており、クーデターの成功はネウィンの個人的資質によるものというよりは、軍と政府の2勢力の権力的構造を背景とするものであるとしている。
ウー・ヌ政権が非常に不安定なものであったことから、当時のビルマ国民の多くはクーデターを歓迎した。一方で、1960年総選挙にあたって弾圧を受けていたラングーン大学学生同盟はネウィンの権力掌握に抵抗した。ネウィンは7月7日、軍隊を動員してこれらの学生組織を暴力的に弾圧した。これにより、多くの学生が射殺され、翌8日には学生会館の建物が爆破された。

## クーデター後の体制
1960年に軍部が文民政府に政権を移譲した前例があることから、当初このクーデターに抗議するものは国内外を問わずほとんど存在しなかった。クーデターそのものが国民に与えた影響は限定的なものであったが、その後ネウィン政権が実施した諸政策は社会におおきな変容をもたらした。
1962年にネウィンはビルマ社会主義計画党（BSPP）を組織し、1964年にはBSPPを除くすべての政党を解体した。少数民族の権利はいちじるしく制限され、クーデター直後よりカチン独立軍（KIA）といった武装組織が勃興した。また、政権に対するあらゆる批判は禁じられ、法律・文化・教育機関およびすべての出版は政府により管理されることとなった。外国資本は国家によって接収され、私企業はごく小規模なものを除き、ほとんどすべてが国有化された。ビルマの経済は著しく低迷し、1970年代と1980年代の経済危機を経て、ビルマは1987年、国連により後発開発途上国に認定されるに至った。この間、政府は3回にわたって廃貨政策を実施したが、効果は薄かった。
ネウィン政権下の26年の間に、ビルマの経済的・民主的発展はいちじるしく阻害され、このことは1988年の8888民主化運動につながった。